# 真空技術者
真空技術者（しんくうぎじゅつしゃ）は、日本真空協会および日本真空工業会で、真空に関する技術の質を高めるため、平成15年度から共同で行なっている民間の資格認定である。

## 段階
以下の3段階の認定が決められている。
- 真空主任技術者：真空科学について十分な知識を持ち、真空システムの設計と管理についての専門知識を有する者
- 1級真空技術者：真空科学と技術について高度の専門知識を有する者
- 2級真空技術者：真空の技術について基礎的な知識を有する者

真空主任技術者については、1級真空技術者の資格取得後、実務4年以上の経験を積むことが受験申請の要件となっている。1級、2級については、受験資格は定められておらず、誰でも受験することができる。
なお、いずれの段階についても資格認定期間は4年であるが、申請によって更新することができる。

## 試験科目
1級、2級に関しては30問中20問に正解した者を合格としている。試験は5択のマークシート形式になっている。試験には関数電卓の持込が許可されている（必須とされ、会場でも借りることができる。）。
なお1級は日本真空協会が開催する真空夏季大学、2 級の受験希望者は日本真空工業会が開催する真空ウォーキングコース，または日本真空協会関西支部が開催する真空技術基礎講習会への参加が期待されている。
主任技術者については認定の詳細が公表されていない。
例年の合格率はおおよそ1級が20～30％であり2級が30～50％であることから難易度が高いと言える。

## 試験日程
1級、2級とも毎年1回、10月に実施されている。会場は東京、大阪の2箇所で実施される。
2010年度は、10月2日に試験が行われた。

## 受験料
- 主任 - 10,000円
- 1級、2級 - 10,000円

受験料は、いずれも税込